# Майкъл Грубер
Майкъл Грубер (на английски: Michael Gruber) е американски писател на произведения в жанра трилър, криминален роман, научна фантастика и фентъзи.

## Биография и творчество
Майкъл Грубер е роден на 1 октомври 1940 г. в Бруклин, Ню Йорк, САЩ. Следва в Колумбийския университет, който завършва с бакалавърска степен по английска филология. След дипломирането си работи като редактор в малки списания в Ню Йорк. После следва допълнително в Сити Колидж в Ню Йорк и получава втора бакалавърска степен по биология, а след това получава магистърска степен по морска биология от университета на Маями. В периода 1968 – 1969 г. отбива военната си служба като медик в американската армия. После работи като готвач в няколко ресторанта в Маями. През 1973 г. получава докторска степен по морска биология от университета в Маями с дисертация за изследване на поведението на октопода. След дипломирането си работи като морски биолог в Маями (1974 – 1976), политически съветник за Белия дом на Джими Картър в Служба за наука и технологична политика (1977), служител в Агенцията за опазване на околната среда на САЩ (1978 – 1988) във Вашингтон, и автор на речи и експерт по околната среда за държавния комисар по земята в Сиатъл (1988 – 1990).
Започва да пише като писател в сянка за писателя Робърт Таненбаум за поредицата му „Буч Карп и Марлин Чампи“, като първият роман от нея, No Lesser Plea (Без по-малка молба), е публикуван през 1987 г. Главни герои са прокурора Роджър „Буч“ Карп и съпругата му Марлин Чампи, които се изправят с морална справедливост срещу наркобарони, корумпирани политици и ченгета, международни убийци, мафията и извършители на тежки престъпления. След приключване на сътрудничеството с Таненбаум започва да пише под собственото си име.
През 2003 г. е издаден първият му роман „Вуду в черепа“ от трилогията „Джими Паз“. Главният герой, детектива от кубински произход Джими Паз, разледва серия ритуални убийства в Маями, чиито свидетели сякаш са омагьосани. Той открива като заподозряна криещата се Джейни Доу, антрополог и експерт по шаманизма, но сякаш злото преследва и нея.
Трилърът му „Книга за въздуха и сенките“ е издаден през 2007 г. В центъра на историята е Джейк Мишкин, адвокат и специалист по интелектуална собственост, който се озовава в тайнствената игра на живот и смърт, започнала с пожар в антикварна книжарница, където се съхраняват написани с шифър писма на британски войник от 17-ти век, чието разчитане може да доведе до скрито съкровище и безценен за историята артефакт. Романът става национален бестселър.
Пише и фентъзи за юноши започвайки с романа „The Witch's Boy“ (Момчето на вещицата) от 2005 г.
Майкъл Грубер живее със семейството си в Сиатъл.

## Произведения

### Самостоятелни романи
- The Witch's Boy (2005)[1][2][5]
- The Book of Air and Shadows (2007)
Книга за въздуха и сенките, изд.: „Сиела“, София (2010), прев. Елисавета Маринкева, Антония Халачева
- The Forgery of Venus (2008)
- The Good Son (2010)
- The Return (2013)
- An Active Shooter (2019)
- Amnesia Dreams (2019)
- The Charles Bridge (2019)
- The Long Con (2019)

### Серия „Джими Паз“ (Jimmy Paz)
1. Tropic of Night (2003)[1][5]
Вуду в черепа, изд.: ИК „Бард“, София (2003), прев. Иван Златарски
2. Valley of Bones (2005)[2]
3. Night of the Jaguar (2006)

### Като Робърт Таненбаум

#### Серия „Буч Карп и Марлин Чампи“ (Butch Karp and Marlene Ciampi)
1. No Lesser Plea (1987)[2]
2. Depraved Indifference (1989)
3. Immoral Certainty (1991)
4. Reversible Error (1992)
5. Material Witness (1993)
Свидетелят, изд.: ИК „Атика“, София (2003), прев. Васил Дудеков-Кършев
6. Justice Denied (1994)
Отхвърлена справедливост, изд.: ИК „Компас“, Варна (1995), прев. Златозар Керчев
7. Corruption of Blood (1995)
Без право на истина, изд.: ИК „Компас“, Варна (1997), прев. Георги Димитров, Мария Нешкова
8. Falsely Accused (1996)
Фалшиво обвинение, изд. „Гарант 21“ (1997), прев. Деян Кючуков
9. Irresistible Impulse (1997)
Опасен импулс, изд.: ИК „Компас“, Варна (1998), прев. Адриан Велчев
10. Reckless Endangerment (1998)
Свирепа заплаха, изд.: ИК „Компас“, Варна (1998), прев. Адриан Велчев
11. Act of Revenge (1999)
Отмъщение, изд.: ИК „Компас“, Варна (2000), прев. Димитър Добрев
12. True Justice (2000)
Наркопари, изд.: ИК „Компас“, Варна (2003), прев. Димитър Добрев
13. Enemy Within (2001)
Вътрешен враг, изд.: ИК „Атика“, София (2003), прев. Ивайла Божанова
14. Absolute Rage (2002)
15. Resolved (2003)